# Ethelum liberiensis
Ethelum liberiensis är en kräftdjursart som beskrevs av Richardson 1907. Ethelum liberiensis ingår i släktet Ethelum och familjen Eubelidae. Inga underarter finns listade i Catalogue of Life.